# Nitroamina

Estrutura do grupo nitroamino.

As nitroaminas são compostos orgânicos que contêm um grupo nitro unido a uma amina. Os compostos inorgânicos parentais das nitroaminas são as nitramidas, nas quais R1 = R2 = H, pelo que a sua fórmula geral é H2N–NO2.
Alguns exemplos de nitroaminas são os explosivos HMX, RDX, trinitrotriazina e tetril. Apesar de possuírem um grupo amino, não são básicas, mas antes ácidos fracos, devido ao efeito de atracção de electrões do grupo funcional nitro.